# FK Pawlikeni
FK Pawlikeni – bułgarski klub piłkarski z miejscowości Pawlikeni założony w 1928 roku. Swoje mecze rozgrywa na stadionie im. Ganczo Panowa o pojemności 10 000 widzów.

## Chronologia nazw
Na podstawie
- 1928-1943: Hadżi Sławczew
- 1943-1945: Car Simeon
- 1945-1947: Hadżi Sławczew
- 1947-1949: Rosstroj
- 1949-1971: Czerweno Zname
- 1971-1973: FK Pawlikeni
- 1973-1991: Czerweno Zname
- od 1991: FK Pawlikeni